# Svend Asmussen
Svend Asmussen (Copenaghen, 28 febbraio 1916 – Dronningmølle, 7 febbraio 2017) è stato un violinista e cantante danese.
Virtuoso dello Swing, ha suonato e registrato con numerosi grandi del jazz, come Duke Ellington, Benny Goodman e Stéphane Grappelli. Si è esibito in pubblico fino al 2010, anno in cui fu costretto a smettere per motivi di salute. La sua carriera si è protratta per otto decenni.

## Discografia
- 1951 – Svend Asmussen (Angel Records)
- 1953 – Plays Hot Fiddle (Parlophone)
- 1955 – Svend Asmussen And His Unmelancholy Danes (Angel Records)
- 1955 – Svend Asmussen And His Unmelancholy Danes, Vol. 2 (Angel Records)
- 1955 – Skol! (Epic Records)
- 1956 – Asmussen Moods (Philips Records)
- 1961 – Spielt Welterfolge (Telefunken)
- 1965 – Evergreens (Odeon Records)
- 1966 – & De Gode Gamle (Metronome Records)
- 1968 – Svend Asmussen Spelar Nordiskt 20-30-Tal (Sveriges Radio)
- 1975 – Spelar Nordiskt 20-30-Tal  (Sveriges Radio)
- 1979 – Dance Along With Svend Asussen  (EMI International)
- 1983 – String Swing (Sonet Records), featuring Ulf Wakenius
- 1983 – June Night (Doctor Jazz Records)
- 1984 – Svend Asmussen at Slukafter (Phontastic Records)
- 1989 – Fiddler Supreme (Intim Musik)
- 1994 – Fiddling Around (Imoge Records)
- 1999 – Fit as a Fiddle (Dacapo Records)
- 2002 – Still Fiddling (Storyville Records)
- 2008 – When You Are Smiling (Universal Music)
- 2009 – Rhythm Is Our Business (Storyville Records)[1]
- 2009 – Makin' Whoopee...and Music! (Arbors Records)
- 2011 – The Jazz Man Hitler Failed to Silence (Roastin Records)[2]